# Округа Сьерра-Леоне
Провинции Сьерра-Леоне по состоянию на июль 2017 года разделены на 16 округов. Ранее страна была разделена на 14 округов. Западная область разделена на два района. Столица Сьерра-Леоне Фритаун расположена в западной части страны и составляет городской округ Западной области.
Один традиционный лидер от каждого округа занимает место в парламенте Сьерра-Леоне. Каждый из шестнадцати административных округов Сьерра-Леоне (за исключением городского округа Западной области) управляется избираемым прямым голосованием районным советом, возглавляемым председателем совета. Западный городской округ который составляет столица Фритаун и Западный сельский район с главным городом Уотерлу, управляется избираемым прямым голосованием городским советом во главе с мэром. Районы далее делятся на 190 (до 2017 года - 149) вождеств, избранные лидеры которых обеспечивали большую часть местного самоуправления с 1896 по 2004 год, когда они были дополнены выборными местными советами.

## Список округов

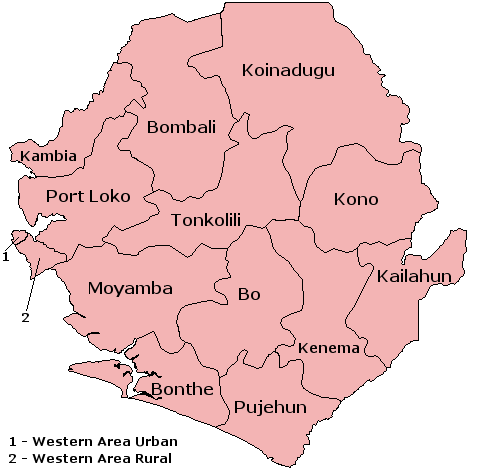
14 округовдо 2017 г.

16 округов по состоянию на 2017 г.

| Округ                 | Провинция       | Адм. центр | Площадь км2 (2013) | Население (перепись 2004) | Население (перепись 2015) |
| --------------------- | --------------- | ---------- | ------------------ | ------------------------- | ------------------------- |
| Кайлахун              | Восточная       | Кайлахун   | 3,859              | 358,190                   | 526,379                   |
| Кенема                | Восточная       | Кенема     | 6,053              | 497,948                   | 609,891                   |
| Коно                  | Восточная       | Сефаду     | 5,641              | 335,401                   | 506,100                   |
| Бомбали               | Северная        | Макени     | 7,895              | 408,390                   | 606,544                   |
| Фалаба                | Северная        | Бендугу    |                    |                           | 205,353                   |
| Койнадугу             | Северная        | Кабала     | 12,121             | 265,758                   | 409,372                   |
| Тонколили             | Северная        | Магбурака  | 7,003              | 347,197                   | 531,435                   |
| Камбиа                | Северо-Западная | Камбиа     | 3,108              | 270,462                   | 345,474                   |
| Карине                | Северо-Западная | Камакви    |                    |                           | 285,546                   |
| Порт-Локо             | Северо-Западная | Порт-Локо  | 5,719              | 453,746                   | 615,376                   |
| Бо                    | Южная           | Бо         | 5,219              | 463,668                   | 575,478                   |
| Бонте                 | Южная           | Бонте      | 3,468              | 139,687                   | 200,781                   |
| Моямба                | Южная           | Моямба     | 6,902              | 260,910                   | 318,588                   |
| Пуджехун              | Южная           | Пуджехун   | 4,105              | 228,392                   | 346,461                   |
| Фритаунская сельская  | Западная        | Уотерлу    | 544                | 174,249                   | 444,270                   |
| Фритаунская городская | Западная        | Фритаун    | 13                 | 772,873                   | 1,055,964                 |